# 엑셀리온

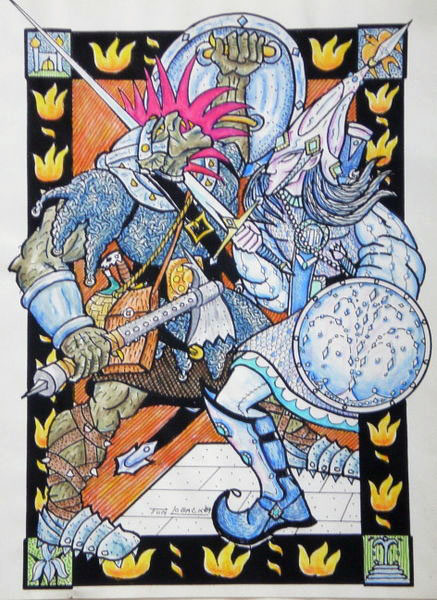

엑셀리온(Ecthelion)은 《실마릴리온》의 등장인물이다. 곤돌린 왕 투르곤의 휘하에 12가문 중 분수 가문을 다스렸다.
투오르가 보론웨를 따라 곤돌린으로 당도해 곤돌린 공성전 당시 고스모그와 사투를 벌여 함께 전사한다.